# Cryptanura
Cryptanura är ett släkte av steklar. Cryptanura ingår i familjen brokparasitsteklar.

## Dottertaxa tillCryptanura, i alfabetisk ordning[1]
- Cryptanura ablata
- Cryptanura albomarginata
- Cryptanura apophysis
- Cryptanura areolaris
- Cryptanura armandoi
- Cryptanura atriceps
- Cryptanura atripectus
- Cryptanura azteca
- Cryptanura bakeriana
- Cryptanura basimacula
- Cryptanura bilineata
- Cryptanura bipartita
- Cryptanura boliviensis
- Cryptanura brachygaster
- Cryptanura callosa
- Cryptanura compacta
- Cryptanura conica
- Cryptanura coxata
- Cryptanura dicostata
- Cryptanura ectypa
- Cryptanura excalibur
- Cryptanura femorator
- Cryptanura fraternans
- Cryptanura fulvipes
- Cryptanura fusciventris
- Cryptanura genalis
- Cryptanura gracilipes
- Cryptanura gracilis
- Cryptanura hamulator
- Cryptanura humeralis
- Cryptanura hyalina
- Cryptanura incerta
- Cryptanura isthmus
- Cryptanura lamentaria
- Cryptanura lineatifemur
- Cryptanura liopleuris
- Cryptanura llera
- Cryptanura longipes
- Cryptanura lucida
- Cryptanura lunai
- Cryptanura maculicollis
- Cryptanura maculifrons
- Cryptanura maculipennis
- Cryptanura mediostrigosa
- Cryptanura mexicana
- Cryptanura nigripes
- Cryptanura nigrolineata
- Cryptanura nitidiuscula
- Cryptanura orizabensis
- Cryptanura paranensis
- Cryptanura piceothorax
- Cryptanura platyura
- Cryptanura politigaster
- Cryptanura pretiosa
- Cryptanura propinqua
- Cryptanura punctator
- Cryptanura quadrimaculata
- Cryptanura robusta
- Cryptanura rufa
- Cryptanura ruficeps
- Cryptanura rugosa
- Cryptanura scutellaris
- Cryptanura septentrionalis
- Cryptanura silvae
- Cryptanura similis
- Cryptanura sostenesi
- Cryptanura spilonota
- Cryptanura spinaria
- Cryptanura sternoleuca
- Cryptanura strenua
- Cryptanura striata
- Cryptanura tenuiterebrata
- Cryptanura trachodes
- Cryptanura tuberculata
- Cryptanura uniformis
- Cryptanura variegata
- Cryptanura veraepacis
- Cryptanura vivida
- Cryptanura volcanica
- Cryptanura xilitla